# Sommet de Finiels
Der Sommet de Finiels, auch Pic de Finiels, ist der höchste Gipfel des Mont Lozère-Massivs. Er liegt auf 1699 m. Etwa fünf Kilometer weiter östlich dieses Gipfels liegt die Quelle des Flusses Tarn.
Er ist ein Teil des Nationalpark Cevennen. Die schmale Straßenverbindung von Le Bleymard nach Le Pont-de-Montvert führt relativ nahe am Gipfel vorbei.